# Marlon Freitas
Marlon Rodrigues de Freitas (Magé, 27 de março de 1995) é um futebolista brasileiro que atua como volante. Atualmente joga no Botafogo.

## Carreira

### Fluminense
Marlon Freitas nasceu em Magé, Rio de Janeiro, e ingressou na base do Fluminense em 2013. Em 17 de março de 2015, assinou com o Fort Lauderdale Strikers em um contrato de empréstimo de uma temporada.
Fez sua estreia profissional em 4 de abril de 2015, começando como titular em uma derrota em casa por 1–0 contra o New York Cosmos. Marcou seu primeiro gol no final do mês, marcando o segundo de sua equipe em uma vitória fora de casa por 3–1 sobre o Ottawa Fury. O volante retornou ao Fluminense em dezembro de 2015, após marcar oito gols em 31 partidas.

#### Empréstimo ao ŠTK Šamorín
Ao retornar, Marlon atuou como reserva pelo Flu durante a temporada de 2016, antes de ingressar no clube afiliado ŠTK Šamorín, por empréstimo, em 4 de janeiro de 2017. Após retornar ao seu clube de origem em julho, fez sua estreia no time principal — e na Série A — em 9 de julho, começando como titular em um empate fora de casa por 1–1 contra o Bahia.
Marlon marcou seu primeiro gol pelo Fluminense em 26 de julho de 2017, marcando o gol da vitória por 2–1 na Copa Sul-Americana sobre a Universidad Católica.

#### Empréstimo ao Criciúma
Apesar de jogar mais regularmente pelo Fluminense no restante da temporada de 2017, o volante perdeu espaço na temporada 2018 e foi emprestado ao Criciúma no dia 30 de maio, chegando como reforço para a Série B.

#### Empréstimo ao Botafogo-SP
Em 2 de janeiro de 2019, o Botafogo-SP anunciou a contratação de Marlon por empréstimo para a temporada de 2019.

### Atlético Goianiense
Antes da temporada de 2020, Marlon assinou um contrato definitivo com o Atlético Goianiense, então recém-promovido à primeira divisão. Em 22 de outubro daquele ano, após se tornar titular indiscutível, o jogador renovou seu contrato até o final de 2022.

### Botafogo
No dia 6 de janeiro de 2023, o Botafogo anunciou a contratação de Marlon Freitas até o final de 2025. O volante realizou sua estreia pelo Glorioso no dia 19 de janeiro, numa vitória por 2–1 sobre o Volta Redonda, válida pelo Campeonato Carioca. Marcou seu primeiro gol pelo Botafogo em 29 de junho, num empate por 1–1 contra o Magallanes, em jogo válido pela Copa Sul-Americana.
Em 2024, Marlon Freitas fez parte do elenco titular como capitão do Botafogo na conquista inédita da Copa Libertadores da América em cima do Atlético Mineiro.

## Títulos
Fluminense
- Primeira Liga: 2016

Atlético Goianiense
- Campeonato Goiano: 2020[17] e 2022[18]

Botafogo
- Taça Rio: 2023 e 2024
- Campeonato Brasileiro: 2024
- Copa Libertadores da América: 2024

### Prêmios individuais
- Equipe da temporada da Copa Libertadores da América: 2024[19]
- Seleção do Campeonato Brasileiro: 2024[20]
- Melhor Volante (Bola de Prata): 2024
- Equipe Ideal da América (El País): 2024[21]